# 김종희 (필드하키 선수)
김종희(1986년 3월 28일 ~ )는 대한민국의 필드하키 선수이며 아산시청 소속이다.

## 학력
- 인제대학교 졸업

## 경력
- 2010년 아시안 게임 여자 하키 국가대표
- 2012년 하계 올림픽 여자 하키 국가대표

## 수상
- 2010년 성주컵국제하키대회 여자부 우승
- 2010년 아시안 게임 여자 하키 은메달